# Maria del Mar Xantal i Serret
Mar Xantal i Serret (Badalona, 8 de novembre de 1973) ha estat una jugadora catalana de bàsquet.
Internacional en totes les categories inferiors, va debutar a l'edat de 19 anys amb la selecció absoluta i va ser la integrant més jove de l'equip que va guanyar la primera medalla d'or per a Espanya en l'Eurobasket d'Itàlia 1993.

## Trajectòria
Va començar a jugar a bàsquet als 5 anys en el Col·legi Badalonés a la seva ciutat natal, Badalona. Després de destacar en les competicions locals, rebé una oferta per formar part de l'Operació Segle XXI, projecte ideat per la Federació Espanyola de Bàsquet amb la intenció de preparar les futures promeses per a la competició dels Jocs Olímpics de Barcelona 92. Això l'obligà a deixar casa seva amb tan sols 11 anys, traslladar-se a la ciutat de Manresa i començar allí la seva formació com a persona i jugadora al costat d'algunes de les que serien, amb els anys, jugadores referents del bàsquet femení espanyol, com Carlota Castrejana, Elisabeth Cebrián o Marina Ferragut.
Convocada per la Selecció Catalana des dels seus primers anys, passà a convertir-se en fixa amb la selecció espanyola en les categories inferiors, on aconseguí nombrosos títols i reconeixements personals. Als 19 anys debutà amb la selecció absoluta i fou part del primer equip espanyol que va aconseguir una medalla d'Or a l'Eurobasket d'Itàlia 1993.
Ja en la seva etapa professional i després de jugar un any en el BEX (Madrid), equip de l'ADO, fitxà pel que seria el club de la seva vida, el Real Club Cèltic Indepo, (anteriorment C.B. Vigo), on romandria 12 anys, n'arribaria a ser la capitana i amb el qual aconseguí dues Lligues Femenines i una Copa de la Reina, així com nombrosos guardons personals, entre els quals destaca el de "Millor esportista gallega de l'any 1993". Posteriorment va continuar la seva carrera jugant un any en el CB. Ciutat de Burgos, per després passar els quatre següents en el Club Bàsquet Illes Canàries, club amb el qual va tornar a la selecció Espanyola, que quedà tercera en l'Eurobasket de Turquia 2005.
Després de 21 anys de carrera professional i després de passar els seus tres últims en el Club Pío XII de Santiago de Compostel·la en LF2, es va retirar de la pràctica activa en l'estiu de 2010.

## Palmarès
Clubs
- 2 Lliga espanyola de bàsquet femenina (1998-99, 1999-00)
- 1 Copa espanyola de bàsquet femenina (2000-01)
- 6 Copa Galicia de bàsquet femenina (1996-97, 1997-98, 1998-99, 1999-00, 2000-01, 2001-02)

Selecció espanyola
- 1 medalla d'or al Campionat d'Europa de bàsquet femení: 1993
- 1 medalla de bronze al Campionat d'Europa de bàsquet femení: 2005
- 1 medalla de bronze als Jocs Mediterranis de 1993